# Battaglia del ponte di ferro
La battaglia del ponte di ferro fu combattuta nel 637, tra Arabi e Bizantini, nelle vicinanze di un ponte di ferro che attraversava il fiume Oronte, da cui la battaglia prende il nome.

## Antefatto
Dopo la decisiva vittoria nella campagna del Yarmuk, l'esercito musulmano assunse il controllo della Siria-Palestina, compresa Gerusalemme. In seguito, le forze dei musulmani marciarono verso nord, conquistando molte fortezze e città bizantine e penetrarono in Anatolia con l'obiettivo di catturare Antiochia, la capitale della parte asiatica dell'Impero bizantino, e per garantire la Siria da ogni possibile minaccia da nord.
Dopo la conquista di Aleppo, Abu 'Ubayda ibn al-Jarràh inviò una colonna, comandata da Malik al-Ashtar per conquistare le città di Azaz e l'Anatolia. La conquista di Azaz era considerata essenziale per garantire che nessuna grande forza bizantina, potesse colpire le retrovie dell'esercito musulmano durante l'azione contro Antiochia. Non appena al-Malik al-Ashtar rientrò ad Aleppo con il suo esercito, Abu ʿUbayda marciò verso ovest per catturare Antiochia, insieme a Khalid ibn al-Walid. L'esercito arabo si diresse quindi verso Antiochia.

## La battaglia
La battaglia del ponte di ferro, fu combattuta a dodici miglia dalla città di Antiochia, vicino a Mahruba, dove c'era un ponte di ferro, che serviva per attraversare il fiume Oronte. La maggior parte dell'esercito bizantino impegnato nell'occasione faceva parte della guarnigione di Antiochia. Della battaglia purtroppo non ci sono stati tramandati i dettagli ma sappiamo che Khalid ibn al-Walid, con il sostegno delle sue abili forze armate, svolse un ruolo importante; proprio come accadde nella battaglia del Yarmuk. Le forze bizantine furono respinte con forti perdite. Con l'eccezione della battaglia di Ajnadayn e della battaglia dello Yarmuk, si ritiene che le vittime bizantine siano state le più numerose di tutto il periodo della conquista musulmana della Siria. I resti dell'esercito bizantino fuggirono ad Antiochia. L'esercito musulmano avanzò verso Antiochia e la cinse in assedio. La città si consegnò ai musulmani il 30 ottobre 637, secondo il patto sottoscritto tra Bizantini e musulmani per la consegna della città. In base ad esso i soldati bizantini furono autorizzati ad allontanarsi incolumi.

## Conseguenze
Dopo la caduta di Antiochia, l'esercito musulmano sì diresse verso la costa mediterranea e catturò Latakia, Jable e Tartus (Siria), completando così la conquista della maggior parte della Siria nord-occidentale. Altre colonne militari furono inviate a soggiogare ciò che restava della Siria settentrionale. Khalid b. al-Walid fu inviato con la sua cavalleria a compiere un raid verso est, raggiungendo l'Eufrate nelle vicinanze del Munbij, trovandovi scarsa resistenza. All'inizio del gennaio del 638, la campagna era finita.
Dopo la sconfitta dei Bizantini, gli Arabi concentrarono la loro offensiva sulla Jazira. La nuova campagna iniziò con l'assedio di Emesa nel marzo del 638. Abu Ubayda fu spedito con più colonne armate, sotto il comando di Khalid b. al-Walid e Iyad ibn Ghanm, per soggiogare la Jazira - regione che abbracciava la Siria settentrionale, l'Iraq settentrionale e parte dell'Asia Minore - a nord fino alla pianura sottostante l'Ararat e a ovest verso la montagne del Tauro. Le montagne del Tauro marcavano infatti le frontiere tra la Dār al-Islām e l'Impero bizantino in Asia Minore.